# Cò quay Nga

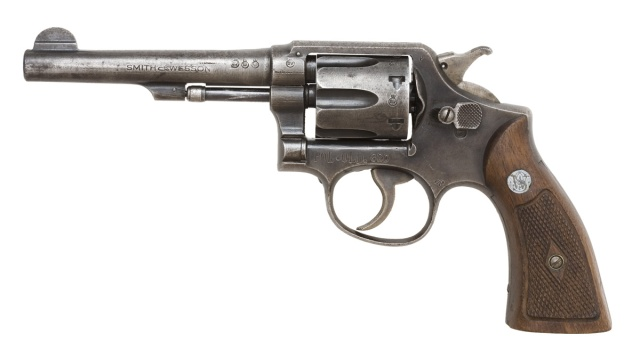
Một khẩu súng ngắn ổ xoay Smith & Wesson Model 10

Cò quay Nga (Russian roulette, tiếng Nga: русская рулетка, russkaya ruletka) là trò chơi mà người tham gia sử dụng một khẩu súng lục ổ quay với một hoặc một số viên đạn bên trong để bắn vào đầu mình theo lượt. Người còn sống (không quay phải ổ có đạn) sẽ là người chiến thắng. Trò này gọi là cò quay Nga vì nó bắt nguồn từ Nga, do một Cựu chiến binh tên Valeriy Eschenko phát minh.
Vì tính chất nguy hiểm, trò chơi này đã bị cấm ở nhiều nơi trên thế giới. Mặc dù vậy, vẫn có một số địa điểm như quán bar, nhà hàng dùng trò chơi này để thu hút khách hàng, tất nhiên là không dùng súng thật.
Trò chơi này thường được gắn liền với khẩu súng lục 6 viên. Trong trường hợp đó, số lần kéo cò trung bình trước khi khẩu súng phát nổ là 3.5 lần. Sau khi quay ổ đạn, xác suất lần kéo cò đầu tiên làm nổ súng là 1/6, sau đó là 1/5, 1/4,.... Nếu sau mỗi lần kéo cò người ta lại quay ổ đạn, xác suất mỗi lần kéo cò làm nổ súng là một trên sáu, và xác suất súng nổ sau 6 lần kéo cò là {\displaystyle 1-({\tfrac {5}{6}})^{6}}, khoảng 66.5%.

## Các vụ việc liên quan
- Trong vụ án ở Hoa Kỳ năm 1946,một đứa trẻ vị thành niên ở Pennsylvania đã bị kết án Giết người sau khi chơi trò Cò quay Nga với một người bạn.    Họ thay phiên nhau ngắm bắn và kéo cò vào người còn lại thay vì tự bắn chính mình,kết quả là người bạn của cậu ta tử vong vì dính đạn.Tòa cho rằng "Khi một cá nhân thực hiện một hành động quá liều lĩnh mà không quan tâm đến khả năng dẫn đến cái chết cho người khác, cá nhân đó thể hiện trạng thái tinh thần cần thiết để bị kết tội Ngộ sát ngay cả khi cá nhân đó không có ý định gây ra cái chết sau đó."[7]
- Ngày 25 tháng 12 năm 1954, nhạc sĩ Blue Người Mỹ Johnny Ace qua đời ở Texas. Theo The Washington Post, lý do là trò cò quay Nga.[8]